# Steatoda bradyi
Steatoda bradyi là một loài nhện trong họ Theridiidae.
Loài này thuộc chi Steatoda. Steatoda bradyi được Embrik Strand miêu tả năm 1907.